# Klopstockweg 49 (Quedlinburg)

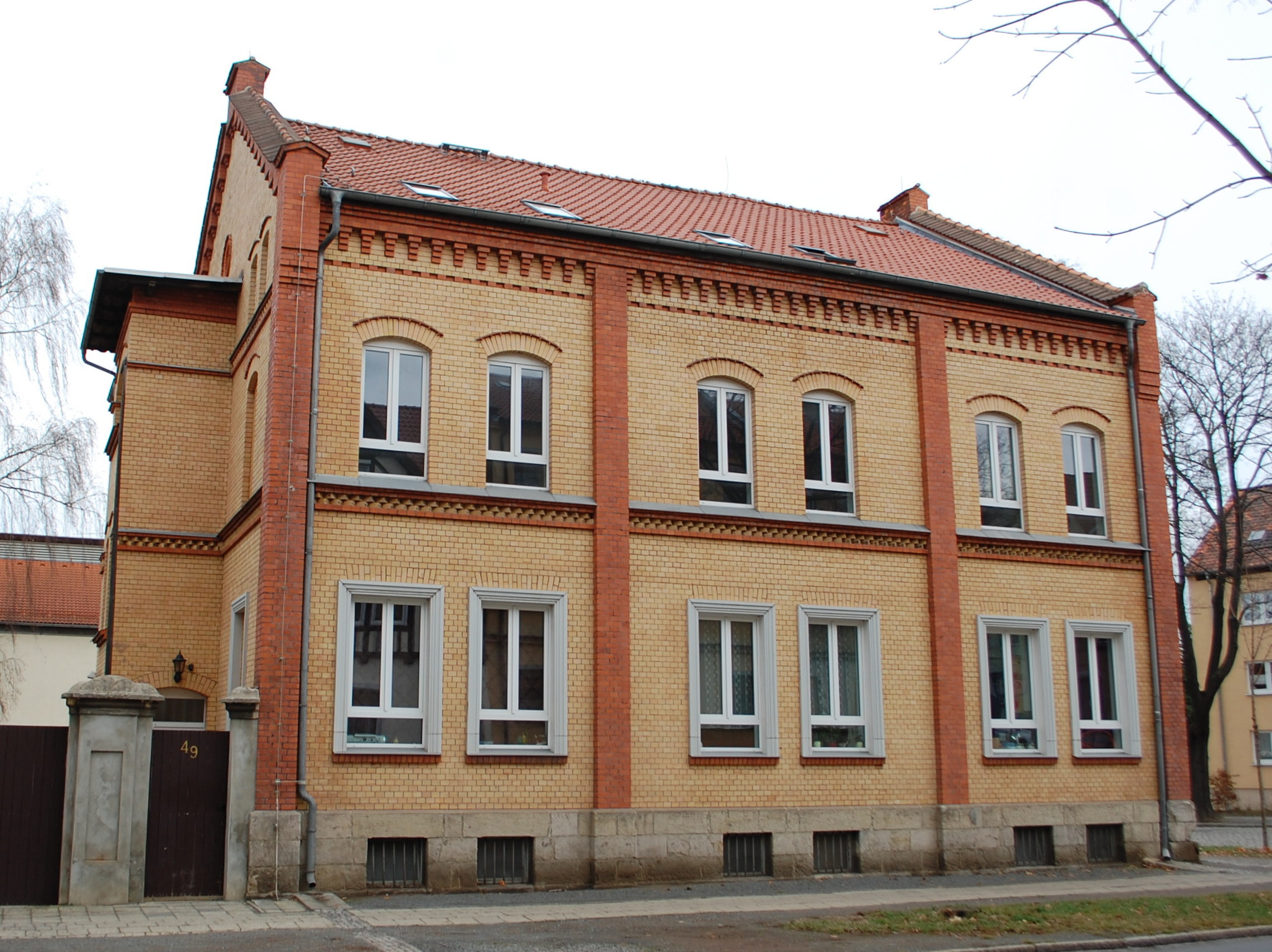
Klopstockweg 49, 2012

Das Haus Klopstockweg 49 ist ein denkmalgeschütztes Gebäude in der Stadt Quedlinburg in Sachsen-Anhalt.

## Lage
Es befindet sich im Stadtteil Süderstadt südlich der historischen Quedlinburger Altstadt an der Einmündung der Frachtstraße auf den Klopstockweg und ist im Quedlinburger Denkmalverzeichnis als Wohnhaus eingetragen.

## Architektur und Geschichte
Das ziegelsichtige in massiver Bauweise errichtete Gebäude entstand im letzten Viertel des 19. Jahrhunderts. Die Fassaden sind symmetrisch gestaltet und verfügen am Trauf- und Stockwerksgesims über Ziegelornamente. Als weitere Schmuckelemente kamen Lisenen, Firstbekrönungen und Wandvorlagen zum Einsatz.